# Водоразборная колонка

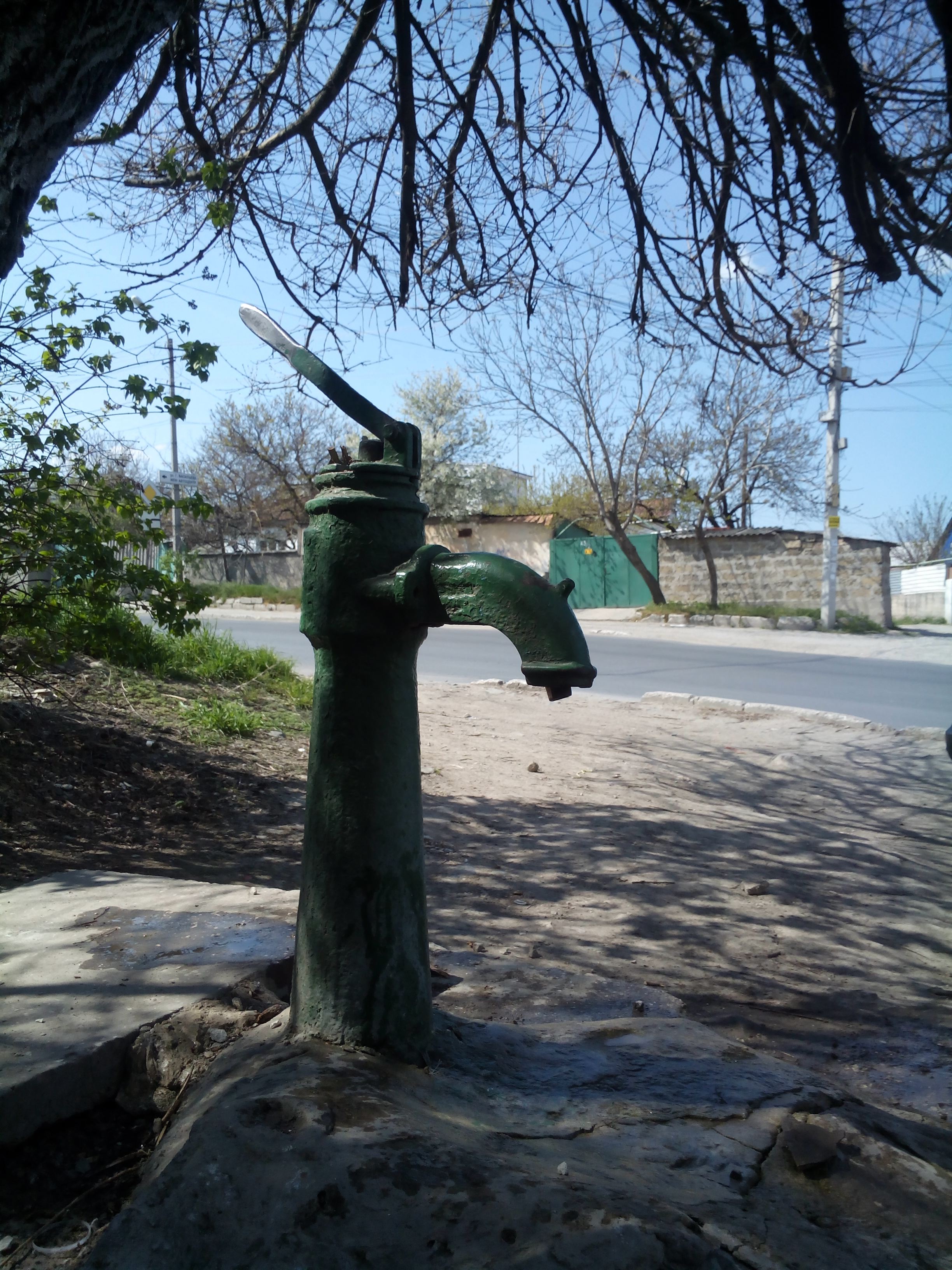
Уличная водоразборная колонка

Водоразбо́рная коло́нка (гидрант) — приспособление для подачи воды из системы централизованного водоснабжения. Состоит из клапана, эжектора, водоподъёмной трубы и колонны с установленным на ней рычагом. Применяется в населённых пунктах с дефицитом воды, при отсутствии домовых водопроводных вводов. Свои функции на 100 % выполняет при необходимости ограниченного водоразбора. Устанавливается в колодце на водопроводной сети. Недостатки колонок:
 — ограничение нижнего предела давления в водопроводной сети (неудовлетворительная работа на низком давлении с обязательным замерзанием в зимнее время);
 — наличие нижнего фланца для присоединения клапана (при неудовлетворительной установке прокладки при монтаже или обслуживании и наличии грунтовых поверхностных вод в колодце неизбежно попадание этих вод в излив через эжектор, предназначенный для предотвращения накопления воды в колонне и её замерзания).